# Monarch (Dokumentarfilm)
Monarch ist ein Dokumentarfilm aus dem Jahr 1979. Im Mittelpunkt steht Diethard Wendtland (* 1939), ein Berufsspieler, der Ende der 1970er-Jahre durch eine einstudierte Technik systematisch die „Mint“-Geldspielautomaten der Firma NSM leergeräumt haben soll.

## Inhalt
Wendtland hat u. a. als Verkäufer in der Lebensmittelabteilung bei Karstadt gearbeitet, geht aber keinem normalen Beruf mehr nach, sondern hat sich darauf spezialisiert, mit seinem gelben S-Klasse-Mercedes durch Deutschland zu touren und Spielautomaten des Typs „Mint“ (und dessen Nachfolger „Mint Super“) zu spielen und zu leeren, oder, wie er sich selbst ausdrückt, eine nach der anderen „Gurke zu fegen“. Dabei hat er sogenannte ‚Geier‘, junge Männer, die für ihn Kneipen und Bars ausfindig machen, in denen „Mint“-Automaten stehen. Die Kamera zeigt Wendtland beim Spielen in Kneipen, aber auch beim Kauf eines maßgeschneiderten Anzugs, einem Date in einem Restaurant und anderen Tätigkeiten. In den eingestreuten Interviews erläutert er seinen Werdegang und seine Spielernatur, spricht über seine Einsamkeit und darüber, dass er irgendwann einmal ausgesorgt haben und dem „Mint“ den Rücken zukehren will. Den titelgebenden Spitznamen Monarch hat er bekommen, weil er nach eigener Aussage Anfang der 1970er-Jahre den Automatentyp „Monarch“ gut beherrscht hat.

## Produktion und Auszeichnungen
Die Dreharbeiten erfolgten zwischen August 1978 und Juni 1979 (Berlin, Hamburg, Lorelei, Köln, Rheinland, Braunschweig, Wolfsburg, Wolfenbüttel). Die Uraufführung fand am 26. Oktober 1979 auf den Hofer Filmtagen statt. In einem Festivalbericht der Wochenzeitung Die Zeit hieß es damals:
„Der Monarch, der im Privatleben Herr Wendtland heißt, war der absolute Star der 13. Internationalen Hofer Filmtage. Er reiste rechtzeitig genug an, um noch drei Kneipen des Ortes heimzusuchen, bevor er sich abends im wie immer restlos überfüllten ‚Central‘-Kino Szenenapplaus holte, als authentischer Titelheld des Films ‚Monarch‘, mit dem das Dokumentaristenteam Flütsch/Stelzer nach Hof gekommen war.“
Beim Deutschen Filmpreis 1980 erhielt der Film in der Sparte ‚Programmfüllende Filme ohne Spielhandlung‘ ein Filmband in Silber und eine Prämie von 100.000 DM. Von der FBW wurde dem Film im gleichen Jahr das Prädikat „besonders wertvoll“ verliehen.
Am 29. Februar 1980 startete der Film in den deutschen Kinos. Die TV-Erstsendung erfolgte am 23. Februar 1983 auf dem Sender Nord 3.
Der Protagonist Diethard Wendtland spielte nach Monarch in weiteren Filmen von Manfred Stelzer mit (Die Perle der Karibik, 1981; Schwarzfahrer, 1983).

## Wirkung
Der Regisseur Christian Petzold gab an, dass ihn das „ganze schwere Münzgeld, all die Markstücke […] im Kofferraum“ von Monarch als Inspiration zu seinem Film Jerichow (2008) diente.
Im sonntäglichen Podcast Fest & Flauschig von Olli Schulz und Jan Böhmermann werden nach Schnittpausen regelmäßig kurze Zitate von Monarch eingespielt.
Es ist thematisiert worden, ob die Figur des Diethard Wendtland tatsächlich authentisch ist, oder ob es sich dabei um eine Erfindung der Filmmacher handelt.

### Zeitgenössische Kritiken
- Der Monarch verliert nie (Die Zeit 9/1980)
- Bis die Schrauben kommen (Der Spiegel 9/1980)